# Herbert Kenneth Airy Shaw
Herbert Kenneth Airy Shaw (1902-1985) fou un botànic, entomòleg, i un classicista anglès.
Va néixer a Woodbridge, Suffolk i va estudiar a la universitat de Cambridge, per després treballar en el Reials Jardins Botànics de Kew. Va ser un expert en flora tropical asiàtica, i en entomologia.

## Tàxons
Algunes famílies botàniques descrites per l'autor:
- Alseuosmiaceae
- Hanguanaceae
- Carlemanniaceae
- Dioncophyllaceae
- Emblingiaceae
- Oncothecaceae
- Paracryphiaceae
- Sladeniaceae
- Tetramelaceae

## Algunes publicacions
- 1983. An Alphabetical Enumeration of the Euphorbiaceae of the Philippine Islands. Editor Royal Bot. Gardens, 56 pàg.
- 1981. The Euphorbiaceae of Sumatra. Editor H.M. Stationery Office, 136 pàg. ISBN 1878762133
- 1980. The Euphorbiaceae of New Guinea. Her Majesty's Stationery Office. 243 pàg. ISBN 978-0-11-241146-8
- 1980. The Euphorbiaceae Platyobeae of Austràlia. 124 pàg.
- 1980. A Partial Synopsis of the Euphorbiacae-Platylobeae of Austràlia (excluding Phyllanthus, Euphorbia and Calycopeplus). Editor Kew Bull. 124 pàg.
- 1976. New Or Noteworthy Australian Euphorbiaceae. Kew Bull. 31 (32) 58 pàg.
- 1975. The Euphorbiaceae of Borneo, H.M. Stationery Office, 1975. ISBN 978-0-11-241099-7
- 1974. Noteworthy Euphorbiaceae from Tropical Àsia: Burma to New Guinea. Hooker's Icones Plantarum. Amb A. Radcliffe-Smith. Editor Bentham-Moxon Trustees, 60 pàg.
- 1973. A Dictionary of the Flowering Plants and Ferns. Amb John Christopher Willis. 8a edició revisada, reimpresa de CUP Archive, 1.245 pàg. en línia[Enllaç no actiu]
- 1972. The Euphorbiaceae of Siam. Edició reimpresa d'H.M. Stationery Office, 173 pàg.
- 1968. Sphenocleaceae. Flora of Tropical East Africa, Londres, 3 pàg.
- 1949. Directory of natural history societies. Pamphlet 7. Editor Amateur Entomologists' Society, 155 pàg.